# Ludem

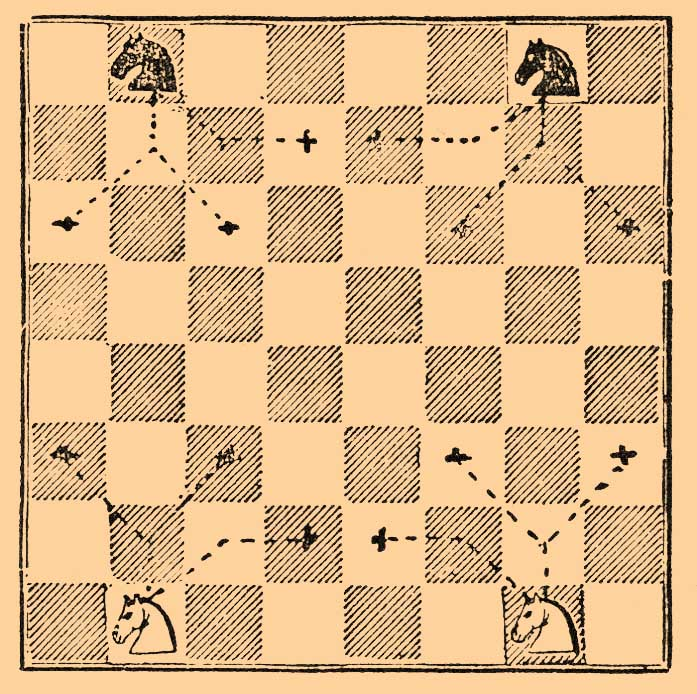
Der Rösselsprung des Springers bei Schach ist ein typisches Ludem des Spiels.

Als Ludem wird in der Entwicklung und Analyse von Spielen ein für dieses typisches Spielelement bezeichnet. Als Spielelemente werden dabei Elemente des Spiels wie seine Spielmechanik oder auch einzelne Elemente wie etwa die L-förmige Bewegung eines Springers („Rösselsprung“) beim Schach benannt, wobei der Springer als Spielmaterial selbst kein Spielelement und damit kein Ludem ist.

## Begriffsentwicklung
Das Wort „ludeme“ bzw. seine französische Variante „ludème“ wurde wahrscheinlich erstmalig in Frankreich in den frühen 1970er Jahren im Zuge des Strukturalismus geprägt. Es ist abgeleitet von dem lateinischen Wort „ludus“ für „Spiel“ mit einem Suffix „-ème“ bzw. „-eme“ oder im Deutschen „-em“ parallel zu Begriffen wie Phonem oder Graphem entsprechend der Verwendung in der Schule von Ferdinand de Saussure. Ähnlich wurde auch andere Begriffe gebildet, etwa Morphem, Mythem oder auch Lexem.
Eine der frühesten Verwendungen, bei denen ludème als Bestandteil eines Regelwerks in einem Spiel genutzt wurde, war das Buch Anatomie d'un jeu de cartes: l'aluette ou la vache von Alain Borvo aus dem Jahr 1977 über Aluette, ein in der Bretagne und Vendée gespieltes regionales Kartenspiel, mit Verweis auf eine Benennung durch den Autor Pierre Berloquin. Berloquin nutzte den Begriff wahrscheinlich erstmalig in einem Interview mit der Le Monde am 30. Oktober 1970 über sein damals neu erschienenes Buch Le Livre des jeux ohne konkrete Definition. Borvo definierte das Ludem als „Typusregel“ und damit als ein grundlegendes Element des Systems, das ein Spiel bildet. Als Beispiele werden das Stichspiel in einem Kartenspiel oder das Schlagen von Figuren in einem Brettspiel genannt.
Der Spieleautor und Wissenschaftler David Parlett nutzte den Begriff Ludem für seine Spielklassifikation in seinem 1999 erschienenen Buch The Oxford History of Board Games. Er beschrieb Ludeme als konzeptionelle Elemente von Spielen handelt, die in der Regel der Spielregel entsprechen und nicht der physischen Komponente selbst. Cameron Browne holte weiter aus und definierte 2021 ein Ludem als „eine diskrete Informationseinheit, die für ein beliebiges Spiel relevant ist, die atomarer oder zusammengesetzter Natur sein kann und die ohne weiteres zwischen Spielen übertragen werden kann, um die Funktion des Spiels in mindestens einem plausiblen Fall zu verändern.“

## Bedeutung in der Spielanalyse
Für die Spielanalyse können alle Spiele grundsätzlich als Bäume von Ludemen modelliert werden, die als konzeptionelle Einheiten von spielbezogenen Informationen verstanden werden können. Dadurch können Ludeme grundsätzlich zur Klassifikation von Spielen und zur Analyse ihrer Gemeinsamkeiten und Unterschiede und auch ihrer Entwicklungslinien genutzt werden, wobei sie andere etablierte Klassifikationssystemen ergänzen können. Sie kann diese erweitern, indem sie die Zusammensetzung der Spielelemente und des Spielsystems analysiert und so auf der einen Seite Verwandtschaften zwischen Spielen identifizierbar macht und auf der anderen Seite darstellt, wie die Entwicklung von Spielen funktioniert und wie diese Elemente die Spielerfahrung und den Spielreiz bedingen können.

## Belege
1. 1 2 3 4 5  Cameron Browne, Dennis J. N. J. Soemers, Éric Piette, Matthew Stephenson, Michael Conrad, Walter Crist, Thierry Depaulis, Eddie Duggan, Fred Horn, Steven Kelk, Simon M. Lucas, João Pedro Neto, David Parlett, Abdallah Saffidine, Ulrich Schädler, Jorge Nuno Silva, Alex de Voogt, Mark H. M. Winands: Report from Dagstuhl Research Meeting 19153: Foundations of Digital Archæoludology. Report von 2019; abgerufen am 13. Dezember 2024.
2. 1 2 3 4  Micael Sousa: Finding Ludemes in Modern Board Games: Analyzing the Top Number One Games of Board Game Geek, Board Game Studies Journal 17, 2023; S. 205–229. doi:10.2478/bgs-2023-0006.
3. ↑  David Parlett: The Oxford History of Board Games. Oxford University Press 1999.